# Hôtel de Nibles
Pour la commune des Alpes-de-Haute-Provence, voir Nibles.
L'hôtel de Nibles, aussi appelé hôtel de Vitrolles, ou hôtel Guidi, ou encore hôtel d'Arnaud, est un hôtel particulier situé au no 37 du Cours Mirabeau, à Aix-en-Provence (France).

## Historique
Le bâtiment fut construit au milieu du XVIIe siècle, pour la famille Guidi, au moment du percement du Cours Mirabeau.
Il fut acquis au XVIIIe siècle par le consul Alphonse Louis d’Arnaud, seigneur de Nibles.

## Architecture
La façade, en pierre de Bibémus présente un bon état de conservation. La porte est ceinte par un cadre à refends et de deux pilastres à refends, marquant un style épuré néo-antique, typique du Grand Siècle.

## Informations complémentaires
L'hôtel est divisé en appartements et n'est pas visitable librement.